# .vc
A .vc Saint Vincent internetes legfelső szintű tartomány kódja, melyet 1991-ben hoztak létre.